# Valeri Gopine
Valeri Pavlovitch Gopine (en russe : Валерий Павлович Гопин), le 8 mai 1964 à Seltso (oblast de Briansk), est un ancien joueur de handball soviétique puis russe évoluant au poste d'ailier gauche. Il est notamment double champion olympique en 1988 et 1992, double champion du monde en 1993 et 1997 et une fois Champion d'Europe en 1996.

## Palmarès

### Sélection nationale
- Jeux olympiques[6]
  -  Médaille d'or aux Jeux olympiques de 1988 à Séoul,  Corée du Sud
  -  Médaille d'or aux Jeux olympiques de 1992 à Barcelone,  Espagne
  - 5e place aux Jeux olympiques de 1996 à Atlanta,  États-Unis
- Championnats du monde
  -  Médaille d'or au Championnat du monde 1993
  -  Médaille d'or au Championnat du monde 1997
  -  Médaille d'argent au Championnat du monde 1990
  -  Médaille d'argent au Championnat du monde 1999

- Championnats d'Europe
  -  Médaille d'or au Championnat d'Europe 1996
  -  Médaille d'argent au Championnat d'Europe 1994

### Récompenses individuelles
- Élu meilleur ailier gauche du Championnat du monde (2) : 1993 et 1997
- Élu meilleur ailier gauche des Jeux olympiques de 1992
- Meilleur buteur du Championnat d'Espagne (3) : 1992 (en), 1993 (en), 1994 (en)